# Muthathi, Tirumakudal Narsipur
Muthathi là một làng thuộc tehsil Tirumakudal Narsipur, huyện Mysore, bang Karnataka, Ấn Độ.